# Фюсис
Фюсис або фізис (грец. φύσις) — теологічний, філософський, і науковий термін, зазвичай перекладається як «природа». В історії античної думки відіграв роль одного з провідних онтологічних концептів. Від нього походить термін «фізика». Інше раннє використання цього терміна було пов'язане з природним зростанням рослин, тварин, та інших частин природного світу, в значенні тенденції розвиватися без зовнішнього впливу.
У понятті фюсис нерозривно поєднані:
- першобуття, з якого все виникло;
- субстанція, що перебуває у всіх речах та становить їхню основу;
- сила, якою все породжується і підтримується у своєму бутті;
- те неминуще буття, в яке повертаються всі речі, завершивши своє окремішне існування[1].